# Gand-Wevelgem 1951
 (novembre 2021).
La 13e édition de Gand-Wevelgem a eu lieu le 25 mars 1951. La course est remportée par le Belge André Rosseel (équipe Terrot-Wolber) qui parcourt les 240 kilomètres en 6 h 31 min 0 s.
53 coureurs ont pris le départ et 33 ont terminé la course.

## Classement final
| Place | Coureur              | Équipe             | Temps           |
| ----- | -------------------- | ------------------ | --------------- |
| 1     | André Rosseel        | Terrot-Wolber      | 6 h 31 min 00 s |
| 2     | Rafael Jonckheere    | -                  | à 12 s          |
| 3     | Lionel Van Brabant   | -                  | m.t.            |
| 4     | Roger Decock         | Terrot-Wolber      | m.t.            |
| 5     | Alois Van Steenkiste | Mercier-Hutchinson | m.t.            |
| 6     | Marcel Huber         | -                  | m.t.            |
| 7     | Norbert Callens      | Terrot-Wolber      | à 4 min 01 s    |
| 8     | Jules Depoorter      | Tony               | à 4 min 29 s    |
| 9     | Basiel Wambeke       | Thompson           | à 5 min 13 s    |
| 10    | André Maelbrancke    | Vredestein         | m.t.            |

## Sources et liens externes
- Site officiel
- Gand-Wevelgem 1951 sur bikeraceinfo.com
- Gand-Wevelgem 1951 sur Procyclingstats.com